# Новая Яндоба
Но́вая Яндоба́ (чув. Ҫӗнӗ Юнтапа) — деревня в Канашском районе Чувашской Республики. Входит в состав Янгличского сельского поселения.

## География
Находится в центральной части Чувашии, на расстоянии приблизительно 13 км по прямой на юго-запад от районного центра города Канаш.

## История
Известна с 1858 года. В 1906 году было учтено 39 дворов, 206 жителей, в 1926 — 55 дворов, 262 жителя, в 1939—358 жителей, в 1979—436. В 2002 году было 100 дворов, в 2010 — 94 домохозяйства. В 1930 году был образован колхоз «Трекле», в 2010 году действовал ООО «Восход».

## Население
Постоянное население составляло 217 человек (чуваши 98 %) в 2002 году, 213 в 2010.